# Walter Corda
Walter Corda (Dolianova, 5 febbraio 1956) è un autore televisivo e attore italiano.

## Biografia
Nato a Dolianova, in Sardegna, si trasferisce a Roma nel 1977 per iscriversi alla Accademia nazionale d'arte drammatica, e lavora in teatro come attore, cantante, musicista e autore. Successivamente comincia l'attività di autore in tv.

## Teatro
Prima di conseguire il diploma d'Accademia nel 1980, lavora già come attore e musicista fino al 1984 nella compagnia teatrale del Teatro Stabile di Roma per alcuni spettacoli con la regia di Luigi Squarzina: Il ventaglio di Carlo Goldoni, Misura per misura e Timone d'Atene di William Shakespeare. Nel 1986 viene chiamato da Roberto de Simone per recitare ne "Il Bazzariota" di Domenico Macchia, e successivamente ne La gatta Cenerentola, in vari ruoli come attore e cantante. Fino al 1993 continua a lavorare nella compagnia teatrale dell'Ente teatro cronaca per gli spettacoli di Roberto De Simone Il malato per apprensione, Carmina Vivianea, Canti e suoni del Nanianà, Il drago di Evgenij Schwarz. Dal 1989 al 1990 recita e canta ne Il brodo primordiale di e con Riccardo Pazzaglia, insieme a Antonella Morea, Clelia Rondinella e Antonella Stefanucci.
Come autore teatrale, nel 1982 scrive, assieme a Cecilia Calvi, L'aedo senza fili, ovvero un'ora sola ti vorrE.I.A.R., spettacolo rappresentato al Teatro Beat '72, e nel 1984 in replica al Teatro Eliseo di Roma.
Ancora nel 1984 scrive con Cecilia Calvi "Il Concertondo", che vince il Premio Teatro Scuola del Teatro Stabile di Roma.
Nel 1988/1989 scrive e recita in "Sconcertante", al Teatro in Trastevere di Roma.

## Radio
Nelle pause tra le diverse tournée teatrali è autore e attore in radio. Dal 1982 al 1990 partecipa a "Signori illustrissimi" di e con Umberto Broccoli e Emanuela Falcetti, su Radio uno, e "Ora Sesta" di e con Umberto Broccoli. Su Radio due cura i testi, recita e canta in "Mezz'ora sola ti vorrEIAR", "Il Guastafeste", "Le piace la radio?".

## Televisione
Nel 1983 recita in televisione su Rai 2 per la serie "Le commedie in diretta", in "Non è facile uccidere" di Arthur Wathkin, per la regia di Josè Quaglio. È in scena con Olga Villi, Felice Andreasi, Emilio Bonucci, Giustino Durano.

## Autore tv
Tra i programmi tv per cui ha lavorato come autore ci sono: Il TG delle vacanze (1990/91) con Zuzzurro e Gaspare, Trenta ore per la vita , la maratona di beneficenza su Canale 5 con Lorella Cuccarini e Marco Columbro (1994), Un disco per l'estate in varie edizioni dal 2000 al 2003 con Gigi Sabani, Fiorello, Renato Zero e Paolo Bonolis. Insieme al socio Alberto Tovaglia, a Riccardo di Stefano e Flavio Andreini è fra gli autori di Buona Domenica (dal 6 ottobre 1996 al 14 maggio 2006) su Canale 5 nelle edizioni con Gerry Scotti e Gabriella Carlucci, Lorella Cuccarini, e per 10 anni con la direzione artistica e la conduzione di Maurizio Costanzo. Nel 2004 è autore, ancora con Alberto Tovaglia, de "Il mio migliore amico" su Rete 4, e della cena-reality "Cari amici miei" di Stefano Magnaghi e Paolo Bonolis, con Costanzo e Paolo Bonolis, su Italia 1. Dal 20 maggio 1996 al 4 aprile 1999 è fra gli autori di "Campioni di ballo", talent show su Rete 4 e Canale 5.
Dal 12 dicembre 2009 al 9 novembre 2013 è nel gruppo degli autori di Italia's Got Talent e dal 4 ottobre 2014 di Tú sí que vales, il talent show del sabato sera di Canale 5 e della nuova edizione del Maurizio Costanzo Show, dal 12 aprile 2015 al 24 novembre 2022.

## Videomaker
Come regista/videomaker ha realizzato nel 2005 il docu-film Sonnus, per il centenario della fondazione del Comune di Dolianova, il suo paese in provincia di Cagliari (Sardegna).
Nel 2009 produce il cortometraggio Lajos è tornato! la storia tra verità e fantasia di un clochard ungherese. Nel 2015 Lajos è tornato è inserito nel programma del Saturno film festival di Velletri.

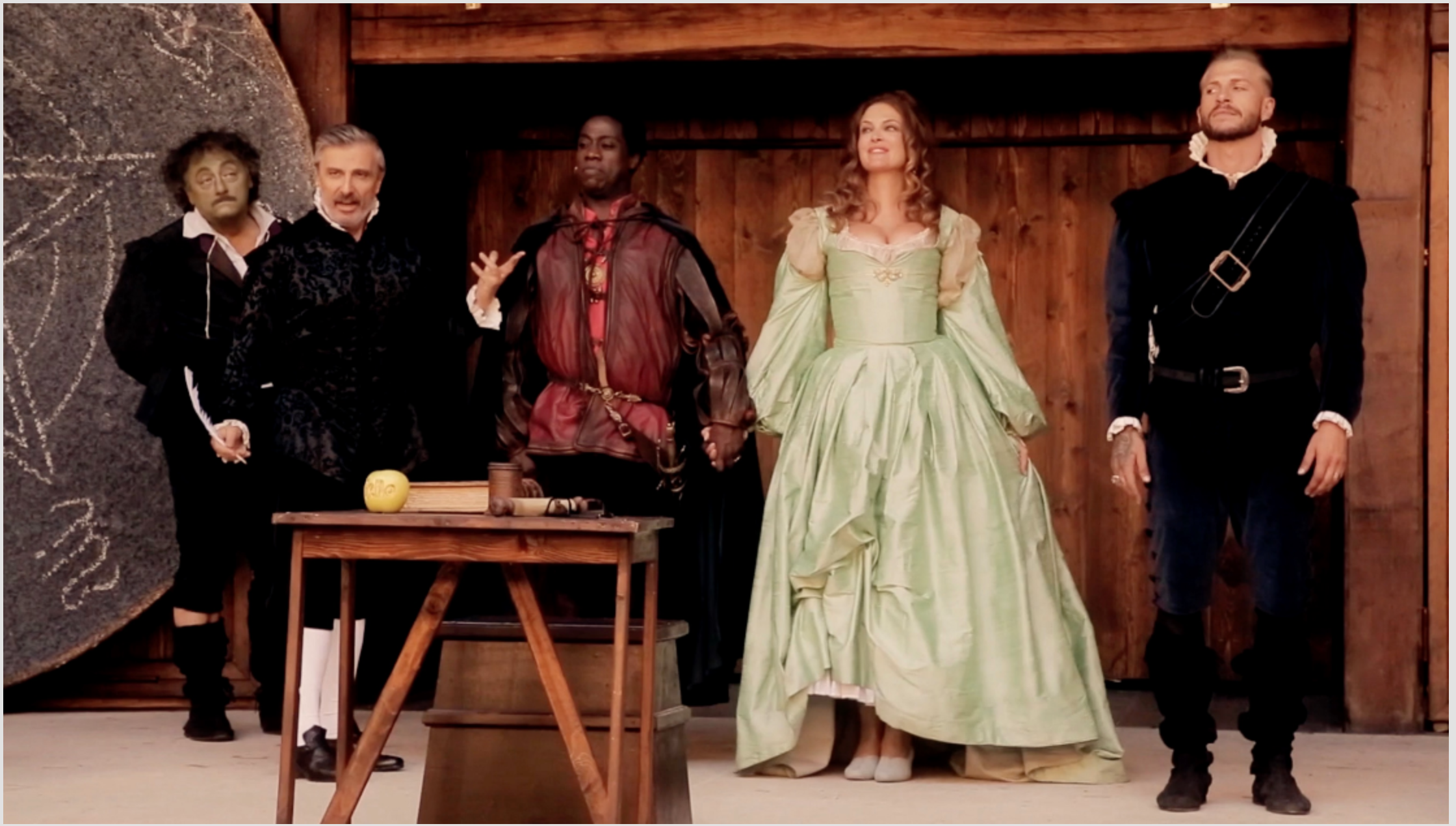
Othello 3.0

Il 21 ottobre 2018 ha presentato alla stampa OTHELLO 3.0, una parodia dell'Othello di Shakespeare. Il video è stato proiettato alla Roma Lazio Film Commission, nell'ambito della Festa del Cinema di Roma.

## Riconoscimenti
Nella sua carriera in qualità di co-autore per la TV ha vinto due Telegatti (Buona Domenica 1998 e 2000). Il 10 agosto 2019 il suo cortometraggio OTHELLO 3.0 ha ricevuto la statuetta del Mercurio d'argento al Festival della musica per l'immagine, con una menzione speciale per la colonna sonora a Walter Corda e Tommaso Morrone. Premio Speciale della Giuria al "Messina Film Festival" nel 2023.

## Scrittore
Nel 2009 il suo racconto Lo sguardo che abbraccia il mare è stato inserito nella raccolta Made in Sardinia per le edizioni CUEC. Ha pubblicato nel 2013 una raccolta di racconti intitolata "Яivoluzioni" (volutamente con la R al contrario) sotto lo pseudonimo di Walter Perluda. Nel 2015 ha pubblicato War for Peace un racconto con disegni, scritto e illustrato a quattro mani con suo figlio Francesco, per le Edizioni Ensemble.